# 行司

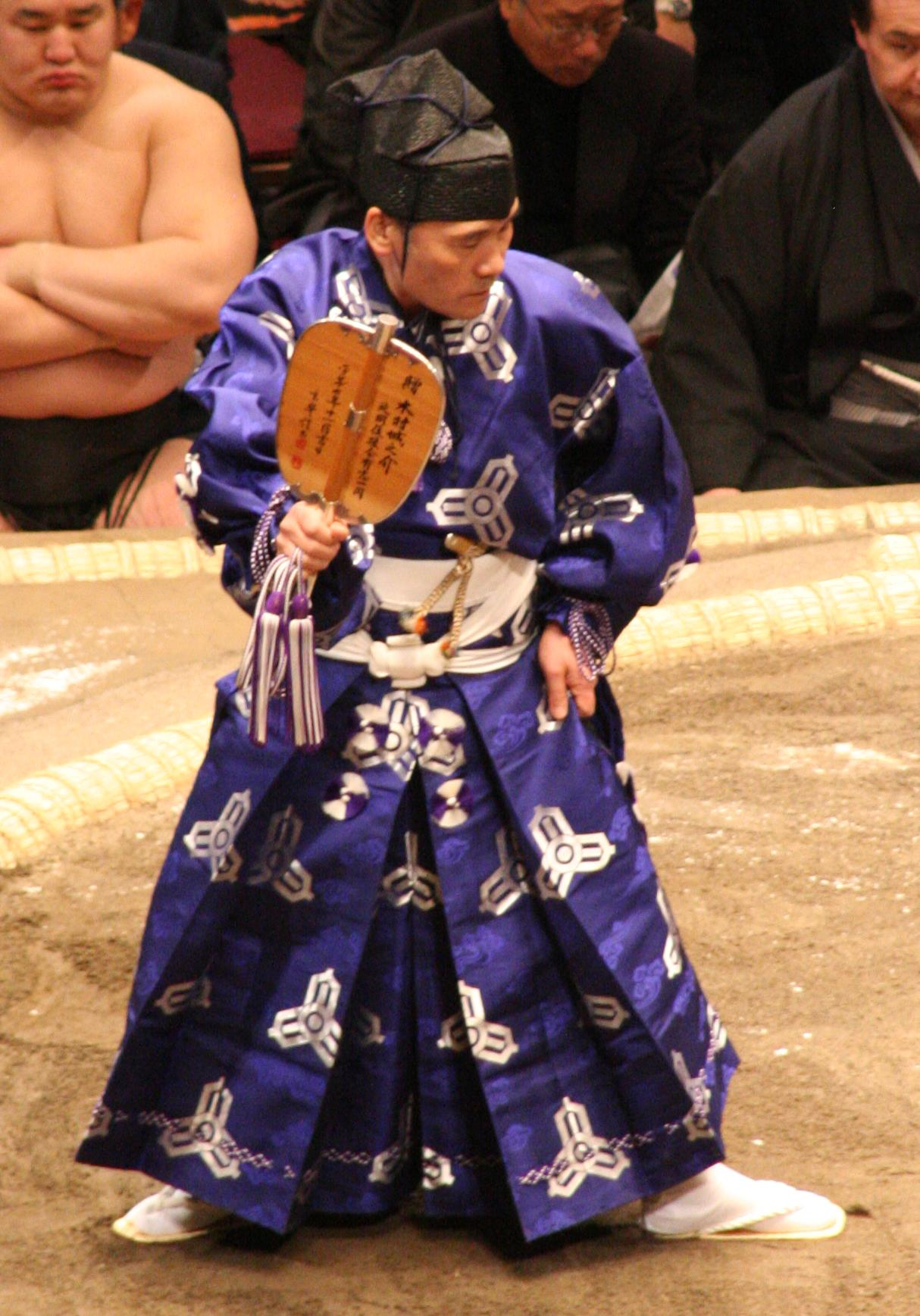
行司
37代式守伊之助（後の35代木村庄之助）

行司（ぎょうじ）とは、大相撲において、競技の進行及び勝負の判定を決する者、またはそれを行う者である。

## 概要
行司は、両力士が土俵に上ってから競技を終えて土俵を下りるまで、その進退に関して一切の主導的立場にある。相撲勝負の判定を公示するため、行司は勝ち力士出場の東又は西に軍配を明白に差し上げることによって、勝負の決定を示し、両力士立礼の後、勝ち力士に勝ち名乗りを与えて競技の終了を示す。土俵上での役割に加え、他にも番付を書く、場内放送を行うなどの仕事がある。
本場所の取組では行司と呼出が交代した際に「呼出は○○、行司は木村（式守）○○であります」との場内アナウンスがあるが、幕下格以下の行司は幕下呼出以下と共に場内アナウンスでは紹介されないことになっている。ただし、千秋楽の幕内土俵入りの前に行われる十両以下各段の優勝決定戦では、幕下格以下の行司・幕下呼出以下でも「呼出は○○、行司は木村（式守）○○、○○（階級）優勝決定戦であります」との場内アナウンスが行われる。また、場内の観客に配布される取組表では、幕下格以下の行司も含めて出場行司全員が掲載される。
英語では、日本語からの音写によりgyōjiと呼ばれるか、あるいは意訳によりrefereeと訳される。

## 役割
取組を裁く（取組の進行および勝負の判定を行う）ことばかりが目立つが、その他にも土俵入りの先導、土俵祭の司祭、本場所・花相撲および巡業先の場内放送、取組編成会議・番付編成会議の書記、割場、引退襲名披露などの仕事がある。巡業においては、交通機関や宿泊先の手配、部屋割りなど先乗り親方の補佐をする。所属している部屋においては、番付の発送、冠婚葬祭の仕切り、人別帳の作成などの仕事に携わる。実際には土俵外の仕事のほうが圧倒的に多く、その役割は多岐にわたる。

### 取組進行・勝負判定

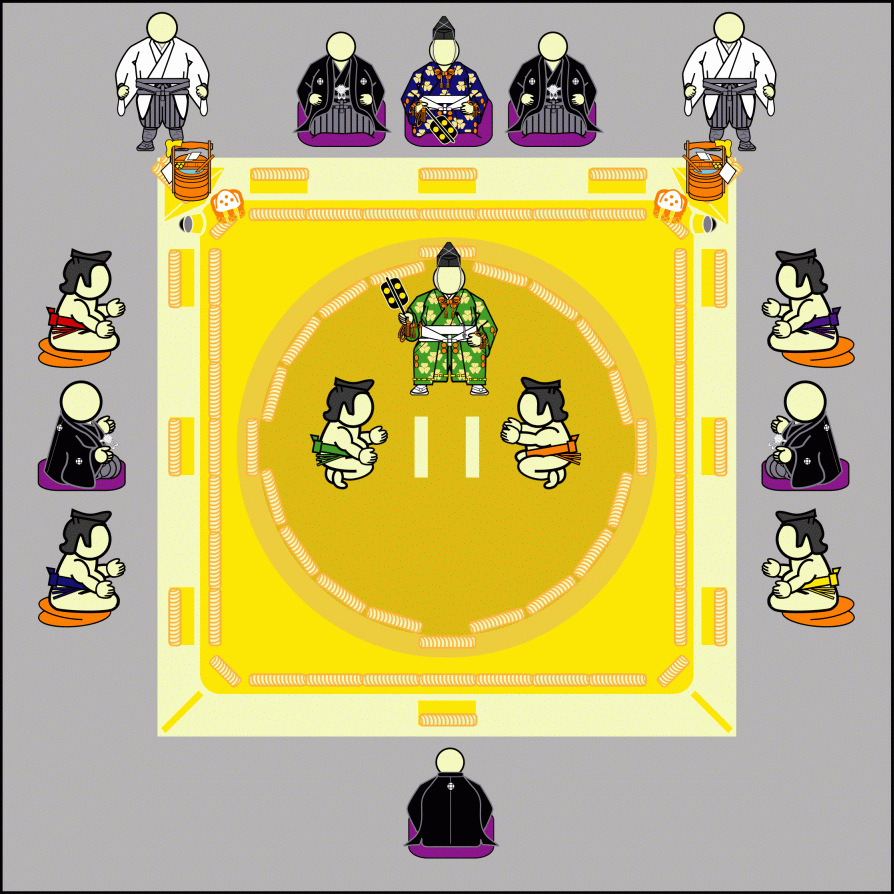
土俵での配置図
・土俵中央が行司
・土俵脇にいる紋付姿が勝負審判

行司は勝負が決まったと判定したら、どちらの力士が勝ったかを軍配によって示さなければならない（江戸時代には東西どちらかに上げるだけでなく、勝負の判定がつけられそうもない微妙な取組の場合に無勝負という裁定もできたが、現行規定ではいかなる場合でも東西どちらかに軍配を上げねばならないことになっている）。行司の判定に対して、勝負審判などが異議を申し立てた場合には物言いとなり、協議がなされる。行司は勝負決定の軍配を東西いずれに上げても、物言いが行われると、拒否することができない。行司自身が負傷等の原因でどうしても勝敗の判定を行うことが出来ない場合、土俵際に控えている別の行司が負傷した行司に代わって勝敗を軍配で示す。
勝負の判定を決すると同時に、その競技を円滑に進行させ、両力士を公平に立ち上らせるために指導し、助言する。
- 力士の仕切りに際しては 「構えて」「まだまだ」等の掛け声をかける[細則 6]。
- 両力士が立ち上ってからは、「残った」「ハッキョイ」の掛け声をかける[細則 7]。
- 立合いに際しては、両力士を公平に立たせるため、手つきが不十分の場合には、行司は「待った」をさせて再度仕切らせることができる[細則 8]。
- 競技進行中に力士に負傷を認めた時は、行司が両力士の動きを止めて、負傷の程度に依り、審判委員と協議の上、競技の続行中止を発表する[細則 9]。
- 競技が長引いて両力士の疲労を認めた場合は、審判委員の同意を得て、水を入れることができる[細則 10]。
- 水入り後組み直した時は、力士、審判委員に異議なきを確かめてから、「いいか、いいか」と声をかけて開始する[細則 11]。
- 競技中に、力士の締込が胸まで伸びて、止めやすい状態の場合は、行司は動きを止めて、締め直させることができる（まわし待った）[細則 12]。
- 行司は一か所に止まらず、勝負審判や観客の邪魔にならぬように動かねばならない[細則 13]。蛇の目は絶対に踏まない[3]。

勝負規定上は取組進行役としての役割が最も重要である。
不戦勝の取組の場合は、土俵に上がった当該力士に不戦勝の勝ち名乗りを与えるのみとなる。その日に裁く予定であった取組全てが一方の休場・他方の不戦勝等となった場合は、その行司は実際の取組を裁かず不戦勝の勝ち名乗りを与えたのみで一日を終えることになる。
他競技での主審やレフェリーなどに相当すると言われるが、行司は一次的に取組の勝敗を判定する者であり（アマチュア相撲では、この役割を行う者を他競技のように「主審」と呼ぶ）、勝敗の最終的な決定権はあくまで勝負審判にある。行司は、取組中の反則の有無は審査しないほか、同体の判定はできない、物言いとなった際には意見を述べることはできても最終的な評決には加わることができない。

### 取組を裁く番数
一人の行司が1日に裁く番数は、基本的には、木村庄之助は結びの一番のみ、式守伊之助から十両格行司までは全員1日2番ずつ裁き、残りの取組を幕下格行司以下で分担する。幕下以下の取組については、同格の行司は同じ番数を裁くように調整される。
行司の番付は力士の番付とは独立しているため、行司の格と実際に裁く取組は必ずしも一致しない。現行の員数では、おおむね幕下中位の取組あたりから十両格行司が登場している。幕内格行司のうち下位の者が十両の取組を裁いたり、十両格行司のうち下位の者が幕下の取組を裁く一方、下位では序ノ口格行司が序二段の取組を、序二段格行司が三段目の取組を裁いている。力士同様、十両格と幕下格以下は明確に待遇に差が付けられており、本場所では幕下格の行司に替わって、十両格の行司が土俵に上がると幕下の取組であっても土俵の照明が明るくなる。

### 土俵入り
行司は、土俵入りに際しその誘導の役を果さねばならない。
土俵入りには、十両土俵入り、幕内土俵入り、横綱土俵入りの3種類がある。十両土俵入りは十両格行司、幕内土俵入りは幕内格行司と三役格行司が持ち回りで行う（順番は行司監督の指定）。横綱土俵入りは立行司の木村庄之助と式守伊之助が片屋別に務めるが、立行司に欠員・事故があった場合には、三役格行司がこれを代役する。横綱土俵入りの型には雲龍型と不知火型の2種類があるが、行司の所作に違いはない。
現行ではいずれも行司が力士を先導しているが、以前の幕内・十両土俵入りでは行司は先に土俵に上がっており、入場するのは力士のみであった。

### 土俵祭
行司は、土俵祭の祭主となる。
本場所、地方巡業、各相撲部屋の土俵祭においては、土俵の安泰を願い、土俵を神聖なる場所にするための神道儀礼を行う。

### 取組編成会議・番付編成会議の書記、番付書き
取組編成会議・番付編成会議において審判部が決定した取組・番付を記録する書記を務める。
取組編成会議の書記には5人一組であたり、割場長、巻き手、つなぎ手などの役割を担う。幕内以上の翌日の取組については「顔触れ」と呼ばれる和紙に書き写し、中入り後に土俵上で顔触れ言上（かおぶれごんじょう）を行う。番付編成会議の書記には3名一組であたり、番付および勝負結果の原簿である「巻き」と呼ばれる和紙をまず作成し、ケント紙に筆で手書きすることにより、約10日間がかりで番付の元書き（原版）を作成する。実際に配布される番付表は、それを和紙に縮小印刷したものとなる。番付は、根岸流と呼ばれる独特の相撲字で隙間がないようにして記載する。これは、満員御礼になるように客がびっしりと入るようにとの願いを込めて書かれる。2023年3月場所以降現在に至る番付は、幕内格行司の木村要之助を中心に作成されている。
相撲字は書き手によって多少の個性が出る。「行司は習字」ともいわれ、年2回（2月、6月）若手を対象とした相撲字教習が行われるほか、相撲字の稽古は事あるごとに行われる。相撲字を書く上では、墨汁は通常の硯ではなく灰皿に入れて使うが、相撲字は多量の墨汁を使うことと、筆を置いても安定感があることから、いつの間にかそうなったという。

### 割場
割場と呼ばれる部屋（行司部屋に付随している）において、勝負審判から受け取った毎日の取組の勝負結果と決まり手を「巻き」に記録する。「巻き」とは番付順に力士名が書かれた西ノ内紙で作られた巻き物で、上段に東方力士名、下段に西方力士名が記載され、右から左へ番付順に記載され、幕内と十両で1巻、幕下以下は地位（番付の段）ごとに1巻となっている。

### 場内放送
本場所・花相撲、巡業では場内放送を行い、力士の紹介、懸賞の読み上げ、取組の決まり手アナウンス、館内における注意事項や観客の呼び出し案内などを行う。三役格〜三段目格の中から選ばれる。本場所では2名がペアで行い、2名のうち1人がアナウンスを務め、もう1人が勝敗結果の記録など補佐を務める。客席のなかの升席西1列目に席があるが、土俵入りの時の力士紹介の際には土俵溜りで行い、東方力士の紹介は青房下の土俵溜りで、西方力士の紹介は黒房下の土俵溜りで行う。
場内放送は8代式守錦太夫が放送マニュアルの基礎を作り、11代式守与太夫が現在に至るパターン化を行っている。

### 輸送係・割り振り
巡業などの協会の行事のスケジュールや移動手段などを手配する。5名でチームを組み、1年単位で活動する。また、巡業の先発隊に同行し、宿舎の部屋割りを決定する。

### 部屋での仕事
所属する部屋によっては、部屋の行事の事務を取り扱う。特に、冠婚葬祭の案内状・礼状書きなど、部屋に関する書き物は、ほぼ行司が担当している。特に若手の場合は、電話番など取的と同じような業務を行うこともある。

## 行司の待遇

### 階級と装束

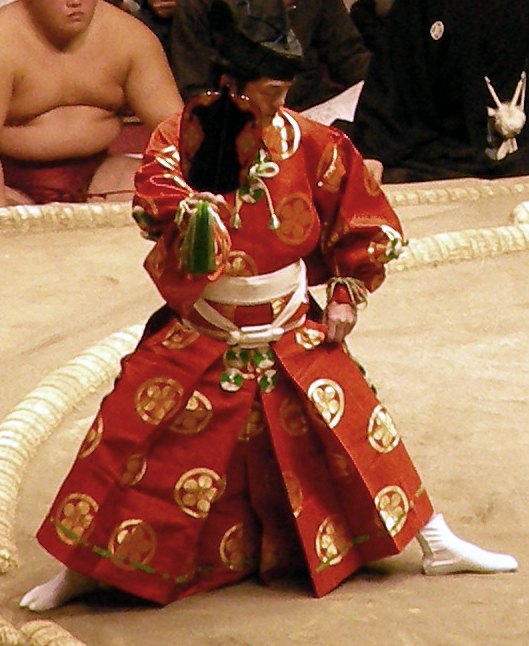
行司の装束の例（十両格行司の冬の装束、写真は木村晃之助）

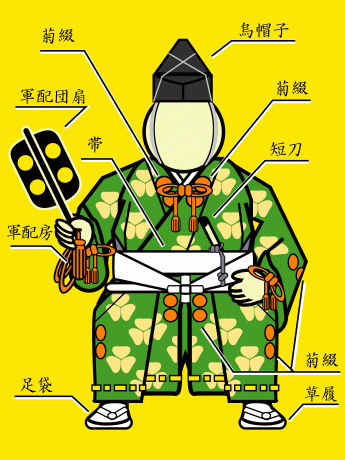
行司の服装　房の色は三役格だが、実際の三役格行司が帯刀するのは横綱土俵入りのときのみ

格の上下差が顕著な大相撲においては行司の装束も階級によって大きく変わる。出場する行司は、直垂、烏帽子を着用（1910年（明治43年）5月に裃袴から変えた）し、軍配を使用する。立行司・三役格行司を“格草履行司”、幕内格・十両格行司を“格足袋行司”、幕下格以下の行司を“はだし行司”とも称する。現代では十両格以上の行司は「有資格者」と呼ばれる。十両格以上の行司は兄弟子とも呼ばれ、三段目格以下の行司を付け人として従えている。十両格以上の行司の装束は夏用と冬用で分かれているが、本場所では、夏用は5月・7月・9月場所、冬用は11月・1月・3月場所で着用する。
明治・大正期までは三役格、幕内格とすることはあまりなく紫房、紫白房、緋房、紅白房、青白房と房色で呼ぶなど階級の呼称が曖昧であった。また草履と房色が一致しないこともあった。
行司は番付では中軸に書かれ、上位者から大きい字で書かれている。最上段は立行司、2段目は三役格行司、3段目は幕内格行司、4段目は十両格行司、5段目は幕下格行司または幕下・三段目格行司、最下段は三段目・序二段・序ノ口格行司または序二段・序ノ口格行司という順となっている。それぞれの格の行司の人数により、三段目格行司は5段目に書かれたり最下段に書かれたりする。過去には1960年1月場所から1984年11月場所まで立行司と三役格行司が同じ段に書かれたことがあった。1960年1月場所以降は同じ段では右に書かれている者ほど上位で整然と並んでいるが、それ以前は中央に木村庄之助や式守伊之助の名前を書いて外側になるほど地位が下がるなどといった形式で書かれており、特に古い番付では番付上の順位が曖昧となっていた。
| 階級               | 房色・菊綴 | 履物                               | 装束                       | 腰の持ち物                         | 軍配       | 土俵控えの座布団 | 兄弟子・付け人                                           | 1日に裁く番数                                                                                |
| ------------------ | ---------- | ---------------------------------- | -------------------------- | ---------------------------------- | ---------- | ---------------- | -------------------------------------------------------- | -------------------------------------------------------------------------------------------- |
| 立行司(木村庄之助) | 総紫       | 白足袋、草履                       | 夏用は麻薄地・冬用は絹厚地 | 左腰(前側)に短刀、右腰(後側)に印籠 | 漆塗り     | 用意される       | 兄弟子として、付け人を2人従えている。                    | 1番                                                                                          |
| 立行司(式守伊之助) | 紫白       | 白足袋、草履                       | 夏用は麻薄地・冬用は絹厚地 | 左腰(前側)に短刀、右腰(後側)に印籠 | 漆塗り     | 用意される       | 兄弟子として、付け人を2人従えている。                    | 2番                                                                                          |
| 三役格行司         | 朱         | 白足袋、草履                       | 夏用は麻薄地・冬用は絹厚地 | 右腰(後側)に印籠(短刀なし)         | 漆塗り     | 用意される       | 兄弟子として、付け人を1人従えている。                    | 2番                                                                                          |
| 幕内格行司         | 紅白       | 白足袋(土俵控えまでの入場時は草履) | 夏用は麻薄地・冬用は絹厚地 | 腰の持ち物(短刀・印籠等)なし。     | 漆塗り     | 用意される       | 兄弟子として、付け人を1人従えている。                    | 2番                                                                                          |
| 十両格行司         | 青白       | 白足袋(土俵控えまでの入場時は草履) | 夏用は麻薄地・冬用は絹厚地 | 腰の持ち物(短刀・印籠等)なし。     | 漆塗り     | 用意される       | 兄弟子として、付け人を1人従えている。                    | 2番                                                                                          |
| 幕下格行司         | 黒または青 | 素足                               | 木綿地                     | 腰の持ち物(短刀・印籠等)なし。     | 木目(白木) | 用意されない     | 付け人を従えることもなく、自身が付け人になることもない。 | 十両格以上に割り当てられた取組の残りを人数・格に応じて分担（下位の行司のほうが番数は多い）。 |
| 三段目格行司       | 黒または青 | 素足                               | 木綿地                     | 腰の持ち物(短刀・印籠等)なし。     | 木目(白木) | 用意されない     | 自身が十両格以上の行司の付け人になる。                   | 十両格以上に割り当てられた取組の残りを人数・格に応じて分担（下位の行司のほうが番数は多い）。 |
| 序二段格行司       | 黒または青 | 素足                               | 木綿地                     | 腰の持ち物(短刀・印籠等)なし。     | 木目(白木) | 用意されない     | 自身が十両格以上の行司の付け人になる。                   | 十両格以上に割り当てられた取組の残りを人数・格に応じて分担（下位の行司のほうが番数は多い）。 |
| 序ノ口格行司       | 黒または青 | 素足                               | 木綿地                     | 腰の持ち物(短刀・印籠等)なし。     | 木目(白木) | 用意されない     | 自身が十両格以上の行司の付け人になる。                   | 十両格以上に割り当てられた取組の残りを人数・格に応じて分担（下位の行司のほうが番数は多い）。 |

最高格である立行司が差す短刀は刃渡り22センチの真剣で、銃刀法に基づき東京都公安委員会の許可を受けて所持している。これは、軍配を差し違えてしまった場合には切腹するという覚悟を示したものとする説があり、差し違いをした立行司は実際に切腹をすることこそないものの、日本相撲協会に進退伺いを出すことが慣例となっている。ただし、35代木村庄之助は「かつて行司を行っていたのが武士だったことから、帯刀はその名残に過ぎない」と説明している。現在までのところ差し違いをした立行司の進退伺いが実際に受理されて退職した例はないが、25代木村庄之助が進退伺いを拒否したために謹慎処分を受け、翌場所前に廃業した事例はある。差し違いそのものよりも慣例を破ったことが問題視されたことが分かる（物言い#ビデオ判定も参照。ただし、この事例は行司のストライキ決行直後という事情もあった）。
行司の装束は力士や所属部屋、師匠、後援者から贈られるものが多く、特に横綱・大関に昇進した力士は一門の行司に装束を贈る慣習がある。その紋様は贈り主にちなむものが多いが、昨今ではそれに限らず、木村元基のアルファベット「D」の柄や、4代木村朝之助のト音記号の柄など、西洋の要素が入ったものや、その他県章など現代的なものなどもある。2022年1月場所ではポケットモンスターを題材とした装束が用いられた。装束を手掛けるのは東京の高田装束店で、早いもので発注から約3か月半で納品される。

### 採用・昇格・降格
行司の新規採用は、義務教育を修了した満15才以上満19才以下の男子で、適格と認められる者から行う。新規採用者に対して、3年間見習として養成期間をおく。但し、行司の階級順位により番付編成することは妨げない。
行司の階級の昇格・降格は原則年1回で、9月場所後に開催される番付編成会議において、毎本場所および毎巡業ごとに審判部長等が作成した考課表に基づき審議した後に理事会において決定し、翌年1月より適用される。行司の定員は45名以内、うち十両格以上の定員は22名以内と定められている。しかし、2023年1月場所より木村亮輔改め木村幸三郎が十両格行司に昇進してから、2023年9月29日付で6代木村玉治郎が退職するまでの5場所の間、十両格以上が23名と定員超過の状態となったこともある。立行司を除いて、それぞれの格の行司を何名にするかは特に規定されていない。例えば、ある階級の行司が病気や怪我などの事情があり、満足に行司としての職務をこなせないと判断された場合、欠員を補うため、その階級や隣接する階級の行司の定員を一時的に増やす場合等がある。ただし、特別な失態がない限りワンランクずつ昇格することが慣例となっている。なお、立行司に関しては成績考課から除外され、自己責任においてその進退が委ねられている。
行司の昇格・降格は年功序列によることなく、次の成績評価基準に基き、理事会の詮衡により決定する。
1. 土俵上の勝負判定の良否
2. 土俵上の姿勢態度の良否
3. 土俵上のかけ声、声量の良否
4. 指導力の有無
5. 日常の勤務、操行の状況
6. 其の他行司実務の優劣

かつては能力を一切考慮せず年功序列により昇格が決まり、終身制でもあったため上位の行司に欠員が無い限りは出世することができなかった。そのため、先輩行司が死ぬとひそかに赤飯を炊いて喜ぶという極めて不謹慎なエピソードも残されている。
幕下格行司および十両格行司は年9回以上、幕内格行司および三役格行司は年6回以上差し違えをすると一枚降格の処分となる。ただし、一場所で3回以上差し違えをした場合は無条件で一枚降格処分となることが原則となっているが、最近はあまり厳格ではない。
行司として入門したばかりの者は、その場所に出場する場合には序ノ口格として扱われるが番付に掲載されず、その翌場所に初めて序ノ口格として番付に掲載される。かつての記録によれば、序ノ口格として番付に載ることすらないまま廃業した者も数名いた。
行司の昇格・番付編成における年功序列との差などについての具体例は#行司の番付編成に関する事項を参照。
行司で幕内格に昇進したのち30年以上行司を務めた立行司木村庄之助のうち、人格・技量など特に秀でた者に「松翁」の“名誉尊号”が許されるが、1936年（昭和11年）に20代木村庄之助が許されたのが唯一で、その後80年以上出ていない。

### 停年
停年は満65歳で、2015年より規定が変わって、停年日が本場所途中であっても、停年日を迎えた場所の千秋楽まで職務継続が可能となった。従前は、1月場所後に役員選挙がある際、役員選挙権のある立行司は春場所前の2月の停年日まで職務に就いていたが、通常は停年日を迎える直前の本場所千秋楽で引退し、後継者に引き継ぐのが慣例となっていた（29代木村庄之助、38代木村庄之助は停年日が本場所千秋楽と同日ということもあった）。

## 行司会
協会に属する行司全員による組織は永らくなかったが、勝負判定を公平に行うことが要請されるなどしたため、1957年、行司部屋が創設され、行司は全員移籍した。行司部屋は経済的理由から1973年に廃止され、行司は従来通り力士と同じく各部屋に所属したが、代わりに行司全員による組織として行司会が設立された。協会からは行司会に対して毎年助成金が支給されている。
行司会における全行司が集まっての会合は年3回、東京場所ごとに開催され、選挙のほか連絡事項の伝達などが行われる。行司会では三段目格以上の行司による選挙で、十両格以上の行司の中から3名の監督を選出する。監督の任期は2年で、行司それぞれの特性を見て仕事の役割分担を決めたり、協会との折衝、新弟子・若手の指導・研修を行う。現在の監督は土俵祭の司会が庄太郎から寿之介に代わったことから三役格行司の木村寿之介、幕内格行司の木村元基、木村要之助の3名である。

## 本場所の会場内の行司部屋
現在存在する「行司部屋」は、1957年～1973年に行司が所属していた「行司部屋」とは異なり、大相撲の本場所の会場内に設けられた行司の控室のことを指す。その行司部屋は、両国国技館では東と西の支度部屋の間にあり、行司はここで装束の着替えや軍配の用意など、本場所の進行のための様々な準備をする。本場所が開催されていない期間には、若手行司の相撲文字教習にも使用されている。

## 歴史
相撲の原型は平安時代の宮中行事としての相撲節会に遡るが、この時には現在のような行司はおらず、立ち合いの合図を出す立合（たちあわせ）と勝負を判定する出居（いでい）とは別々に存在していた。
相撲節会は平安時代の末には廃絶されるが、武士の間で行われた武家相撲においては、『曽我物語』に「行司」という役割が存在することが記されている。天正年間に織田信長が催した上覧相撲では相撲の事務を司る者を“奉行”といい、勝負を判定する者を“行事”と称した。『信長公記』には「行事は木瀬藏春庵、木瀬太郎太夫の両人なり」と見られ、一般的にはこれが行司の始祖とされる。
一方、戦国時代に京都の文化が地方に伝播して各地に土地相撲が発生したが、それぞれの土地で行司もまた「相撲の家」として誕生した。その中には、由緒を相撲節会や天正の木瀬家に求めるものもある。

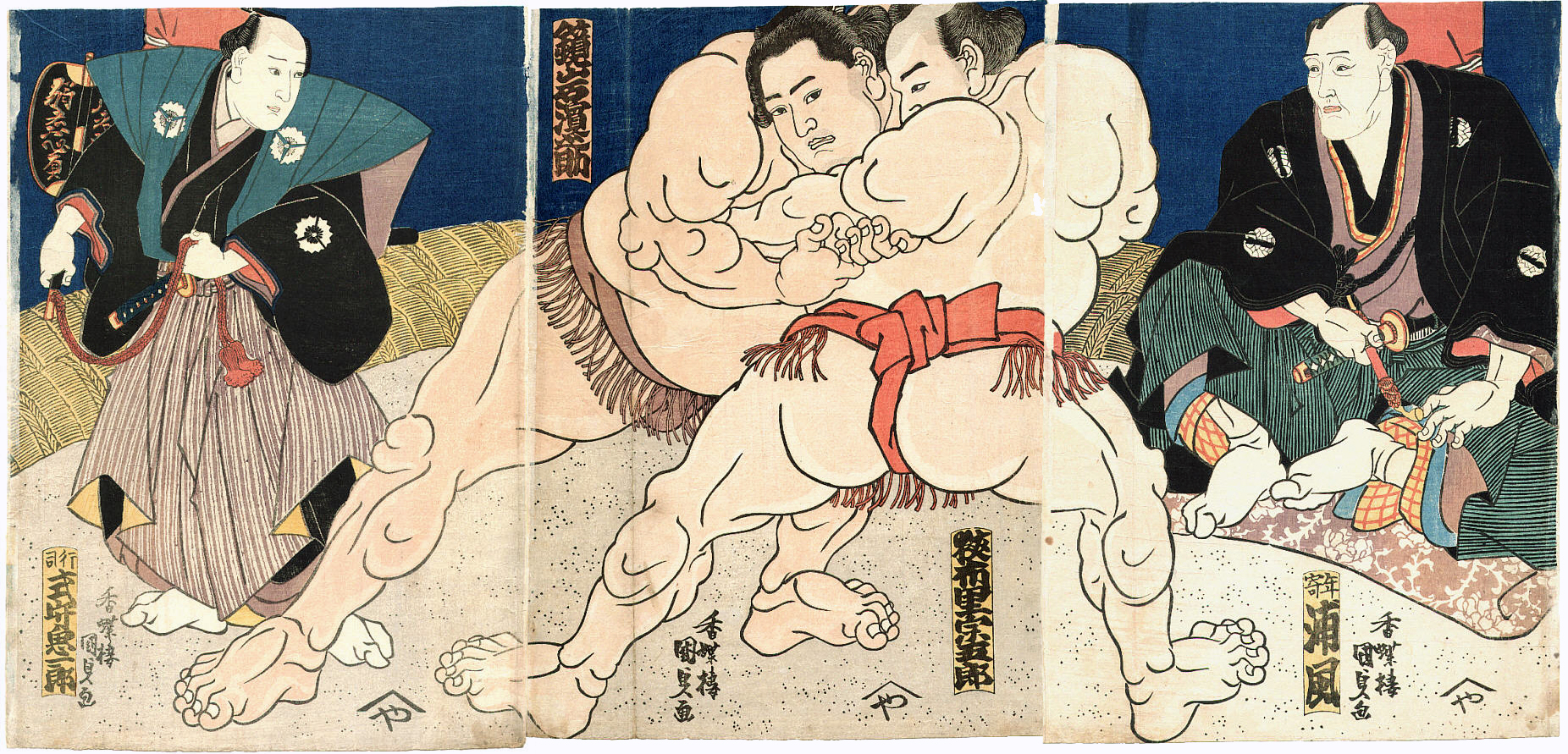
浮世絵に描かれた取り組み風景
（左の裃姿が行司）

江戸時代になって土地相撲の流れを汲む勧進相撲が盛んになると、京都の五条家と江戸の吉田司家が相撲の家元として名を上げる。五条家は中流公家で、相撲節会を相撲司として代々取り仕切ってきていた。一方で熊本藩士の吉田司家は、726年（神亀3年）の節会の折に相撲司となった志賀清林の流れを汲む志賀家（二十余代も続くが家は断絶した）の故実・伝書を引き継いだ。吉田司家は代々追風を名乗り、自ら行司を務めることもあった。
宝暦年間（1751年-1764年）頃には、木村、吉田、岩井、青柳、吉川、稲葉、風松、新葉、笠松、尺子、吉岡、小柳、川島、尾上、西川、森久、漣などの行司家が多数存在したという（詳細は後述を参照）。式守が確認される初例はこの直後の明和4年（1767年）である。これらの家は次第に淘汰されてゆき、幕末には木村と式守の二家のみが残った。
なお、吉田司家は三役格以上の行司と横綱に対する免許発行権をもっており、日本相撲協会の推薦によって司家が免許を出すという手続きを踏んでいたが、1951年1月にこの制度は廃止された。その後も昇進の報告のみは行われていたが、1986年に完全断絶となっている。
かつては小学校低学年の頃から入門する豆行司が存在したが、1947年、児童福祉法や労働基準法の観点から学校の長期欠席の原因となる豆行司が問題となった。その後は「行司学校」が設置されたが長続きせず、1947年からは一般の小学校・中学校に通うようになった。29代までの歴代の木村庄之助は、最初豆行司としてデビューして最終的に木村庄之助になっている行司も多い。
22代木村庄之助は、義務教育を終えてから行司を始めるより行司としての技量を遥かに習得しやすく、本来の行司デビューの適齢期である豆行司が採用されなくなったことや、行司の65歳定年制導入及び年寄襲名制度廃止、立行司名の年寄名跡からの除外、更にそれまで上位の行司が下位の行司をしっかり指導していたところから行司部屋が独立し、それが廃止された後に行司が部屋の居候のようになってしまったことなどは、どれを取っても名行司の育成にとって大きな損失であり、後世の行司界の劣化に繋がったと嘆いている。実際彼は昭和30年代から40年代頃の一連の改革に反対していたが、そのことが彼が松翁になれなかった原因となったという話も残っている。

### 行司を巡る主な出来事の年表
- 1791年（寛政3年）6月11日 - 征夷大将軍徳川家斉の上覧相撲の際、町奉行池田筑後守から吉田司家（吉田追風）は認められなかったが、6月10日になって老中戸田采女正から行司を命じられ、一晩で土俵を作り「方屋開」を初めて行なった。
- 1827年（文政10年） - 吉田司家は江戸幕府により「江戸相撲方取締」という役を認められた。
- 1910年（明治43年）5月の夏場所に衣装がそれまでの裃、袴から烏帽子、直垂となった。
- 1927年 - 大坂相撲との合併で大阪相撲の立行司・木村玉之助が加わり、立行司は3人になる。もう1人の大坂立行司木村清之助は三役格に降格。
- 1951年 - 副立行司を新設、13代木村玉之助は副立行司に降格。
- 1957年 - 行司部屋創設、行司は全員ここに移籍。
- 1958年 - 木村庄之助・式守伊之助を年寄名跡から除外。
- 1960年 - 行司停年制実施、行司の年寄襲名も不可能になる。副立行司を廃止。
- 1971年 - 12月に協会が発表した改革案に反発した25代木村庄之助以下行司全員が初のストライキを起こす。12月25日には序ノ口格の1人を除く30人が一斉に辞表を提出した（翌日に辞表は撤回）[35]。
- 1972年 - 1月場所より行司の完全年功序列制を廃止し、成績考課を導入。この1月場所で差し違えした25代庄之助は出場停止となるが、3月に停年を待たずして退職した。3月場所では22代式守伊之助が2番の差し違えをし、13日目の1日間出場停止、この日は史上初の立行司なしを記録した。
- 1973年 - 行司部屋廃止、行司は各部屋に所属。代わりに行司会設立。
- 1993年 - 27代式守伊之助、28代木村庄之助が相次いで停年退職し、史上初の番付上立行司不在となる。結びの一番を三役格の3人が交互で担当し伊之助を争った結果、翌年5月場所より9代式守錦太夫が昇格（後の29代庄之助）。
- 2006年 - 1月場所後、32代木村庄之助、34代式守伊之助、三役格木村一童が停年退職したため、3月場所、三役格3代木村朝之助が35代式守伊之助を襲名、翌5月場所には伊之助在位1場所で33代木村庄之助を襲名。同場所、三役格11代式守与太夫が36代式守伊之助（のち34代木村庄之助）を襲名するが、与太夫は2005年9月場所に三役格昇格以来わずか4場所（史上最短）で立行司に昇格した。
- 2018年 - 木村庄之助不在の中、40代式守伊之助が地方巡業中の不祥事により1月場所から3場所連続出場停止の後辞職することになり25年ぶりに立行司不在の場所が発生、三役格筆頭の11代式守勘太夫が結び2番を担当することになった[注釈 11]。

## 呼び上げ
細かな言い回しは担当する行司によって若干の差異はあるが、行司の定型的な呼び上げとしては以下のものがある。

### 取組
呼出の呼び上げに続いて、奇数日は東から、偶数日は西から、「××に○○」というように、四股名の間に「に」をつけて、通常の取組は一声で呼び上げる。三役（大関、関脇、小結）以上の取組、十両最後の一番では四股名の前に「かたや」「こなた」をつけて二声で呼び上げる。すなわち、「かたや××、××、こなた○○、○○」となる。三役以上の取組では、一方が平幕でも二声で呼び上げる。中入り前（十両最後）の一番（中跳ね）では、二声の後に「この相撲一番にて、中入り」と呼び上げる。優勝決定戦は番付にかかわらず一声で呼び上げるが、1988年3月場所千秋楽、横綱北勝海－同大乃国の優勝決定戦で裁いた25代式守伊之助（28代木村庄之助）は二声で呼び上げている。

### 結びの一番
「番数も取り進みましたるところ、かたや○○、○○、こなた××、××、この相撲一番にて、本日の打ち止め」と呼び上げる。この時、「本日の～」の後で、呼出の拍子木が入る。千秋楽の場合には、最後のところが「この相撲一番にて、千秋楽（にござりまする～）」となる。この場合の呼出の拍子木は「この相撲一番にて～」後に入る。天覧相撲の場合には、「この相撲一番にて、結び（にござりまする～）」となる。

### 出世披露
新弟子が前相撲を取り、そこで成績優秀な場合に翌場所から序ノ口に番付が掲載され、そのお披露目が行われる。この儀式は新序出世披露と呼ばれ、中日（なかび：本場所8日目）の三段目取組の途中に行われ、幕下格以下の行司が口上を呼び上げる。
「これに控えおります力士儀にござります。ただ今までは番付外に取らせおきましたるところ、当場所、日々成績優秀につき、本日より番付面に差し加えおきまするあいだ、以後相変わらず、ご贔屓、お引き立てのほど、ひとえに願い上げ奉ります」と呼び上げる。

### 顔触れ言上
翌日の幕内取組を一番ずつ一枚の和紙に相撲文字で書き、土俵上で披露する。この儀式は顔触れ言上（かおぶれごんじょう）と呼ばれ、横綱土俵入りの後、中入の間に行われる。
「はばかりながら、明日（みょうにち）の取り組みをご披露つかまつります。××に○○、△△に□□、…（中略）…、右相つとめまするあいだ、明日（みょうにち）もにぎにぎしく、ご来場をお待ち申し上げます」と呼び上げる。

## 掛け声
行司の掛け声の中で最も特徴的なものが、「はっきょい、残った、残った」である。「はっきょい」とは、力士が動かない場合の掛け声であり、「発気揚揚」を意味しているとされているが、この解釈は第二次大戦中に定められたものである。実際には「はっけよい」と発音されることが多い。「残った」とは、力士が技をかけている場合の掛け声であり頑張って残れを意味している。なお審判規則行司の項第7条に「両力士が立ってからは、“待った”または“ハッケヨイ”の声をなす（原文のまま）」とあり、「はっきょい、残った」をいわゆる「試合開始の合図」であるという認識が広がっているが、これは誤解で、大相撲には開始の合図は一切存在しない。ちなみに、発音的な問題で、「残った」{又は「残った残った」(残ったを言う数は各行司によって違う)}の部分が“残った”と聞こえない行司もいる。かつては立合いで「はっきょい（はっけよい）」を言わず、「残った」から始める行司も少なくなかったが、16代木村玉光を最後に途絶えている。
- 時間制限前：特に決まっておらず、各々の行司が工夫して声をかけるが、「構えて」「見合うて(見合って)」「油断なく」「向かい合って」などが多い。過去には、「構えよ」「合わせよ」などの掛け声をかける行司も少なくなかったが（13代木村玉之助、8代式守与太夫、7代式守勘太夫など）、現在ではあまり聞かれない。
- 時間制限後・立合い：特に決まっておらず、各々の行司が工夫して声をかけるが、現在では「時間です」「待ったなし(待ったありません)」「手をついて(手を下ろして)」などが一般的であり、ほぼそれらに統一されつつある。これらは時代によって変化が見られる。

- 昭和15〜20年頃の行司は「見合って」「構えて」類の掛け声が多く、時間前の仕切りとの区別はやや曖昧であったが、「互いに」「諸共」「〜し合って(し合うて)」「〇〇&△△」などのように一言付け加えることによって区別されることが多かったと言える。

- なお「見合うて」「し合うて」のようなウ音便は古くは東京相撲の行司は用いなかったが、東西合併の際大阪相撲出身の行司によって持ち込まれ(大阪相撲出身者でも用いない者もいる)、合併後入門の世代にもある程度引き継がれている。現在では木村秋治郎が「見合うて！」と言うことがある。

- - 20代木村庄之助：構え合って！
  - 21代木村庄之助：お互い見合って
  - 18代式守伊之助：互いに見下ろし合って(見下ろし合うて)
  - 13代木村玉之助：諸共時間じゃ！見合わし合って合わせよ！まだまだまだまだ！時間じゃ構えて構えて構えて構えて！(見合って見合って！とも)
  - 8代木村清之助：構えて
  - 2代木村正直：待ったなしッ！見下ろし合うてぃ！構えてぃ！
  - 8代式守与太夫：構え合ってぇー！(構えよ！とも。時間なしです、という説もある)
  - 初代木村善之輔：見下ろし合って！
  - 木村友治郎：油断なく見合うて、互いに合わせて

出典：日本相撲協会公式チャンネル（大相撲アーカイブ場所）
- 昭和50年代後半頃になると手つきに厳しくなり、「手を下ろして」「手をついて」などと加える行司が増加した。また「待ったなし」「待ったありません」等も増え、この頃から時間前の仕切りとの区別が明瞭になった。7代式守勘太夫以下の行司では「時間です」も増え、その後平成中期以降では特に増えた。

- - 27代木村庄之助：手を下ろして待ったなし
  - 24代式守伊之助：油断なく！→ 待ったなし！
  - 2代式守伊三郎：待ったなし、互いに手をついてぇ！
  - 8代式守錦太夫：互いによう見合うてぃっ！
  - 10代式守与太夫：待ったなし、手を下ろして
  - 木村筆之助：待ったありません、手をついて
  - 14代木村庄太郎：構えて、互いに見合わして！→待ったありません、双方手を下ろして！
  - 7代式守勘太夫：時間です、待ったなし、手をついて〜
  - 6代木村庄二郎：時間です！待ったありません！睨み合って！合わせて手をついて〜
  - 15代木村玉光：互いに待ったなし、手をついて
  - 7代式守錦之助：時間でーす！腰を割ってぃ！(待ったありませーん！とも)

出典：日本相撲協会公式チャンネル（大相撲アーカイブ場所）
- 立合い不充分：「まだまだ」「待った」「合わせて」
- 取り組み中：「はっきよい」「残った」「よういはっけよい、よい」「進んで」など
- 廻し不充分：「まわし待った」
- 水入り（審判長からの指示後）：「そのまま、動くな」
- 勝敗が決したとき：「勝負あり」

## 行司家と行司名
行司は各相撲部屋に所属しているため、一門や部屋ごとでそこに属する行司が木村家か式守家であるかが決まっている。そのため、入門した時点で木村家を名乗るか式守家を名乗るかは事実上決定している。
入門後に家名を変えることも可能であるが、伝統を重んじる角界では、立行司名である式守伊之助・木村庄之助への昇進を除いては、家名を変えた例は少ない。最近の例を見ると、十両格以上でかつ式守伊之助・木村庄之助への昇進以外での例では、2012年1月場所に木村和一郎が11代式守勘太夫を襲名した例がある（後の38代木村庄之助）。入門すると下の名前としてはまず自分の本名を名乗ることが多いが、経験を積んで行くにつれて先輩の行司名や、以下に挙げるような由緒ある行司名を名乗って三役格まで進み、立行司の伊之助、庄之助へと昇進して行く。
複数の行司が所属している部屋では、木村家のみあるいは式守家のみというのが原則であるが、式守伊之助・木村庄之助への昇進、その他家名変更、あるいはある部屋が消滅しそこに所属していた行司を別の部屋が受け入れる場合には、同一部屋に木村家と式守家の行司が混在することが起こり得る。
現在立行司の名前として用いられる木村庄之助と式守伊之助は、かつては年寄名跡でもあったが、1958年（昭和33年）限りで年寄名跡としては廃止された。年寄名跡には行司由来の名跡として、木村瀬平と式守秀五郎が存在するが、一般的には行司家の名称と被らないように頭文字をとって「木瀬」、「式秀」と呼ばれている。
この他、かつて立行司の名前として用いられた行司名として、元々大坂相撲の立行司であった木村玉之助と木村清之助がある。木村玉之助は東京相撲では庄之助・伊之助に次ぐ3人目の立行司名として用いられ、副立行司が導入されると副立行司名として用いられたが、13代木村玉之助が1959年11月場所限りで停年退職し、1960年1月場所に副立行司が廃止されたのを最後に、現在に至るまで襲名されず事実上途絶えている。また木村清之助は東京加入（東西合併）の際に立行司名から除外され、当時の8代木村清之助は三役格に降格したが、現役中の1942年（昭和17年）5月場所後に死去したのを最後に、これも現在に至るまで襲名されず事実上途絶えている。
他にも数多くある由緒ある行司名の中には、木村夛司馬・木村亘り・式守見藏など、ここ100年以上襲名されていないものもある。一方で、2006年には式守鬼一郎の名跡が46年ぶりに復活したり、2014年には木村銀治郎の名跡が84年ぶりに復活するといった事例もある。
木村家の行司は土俵上で軍配を握るときに指を下に向けて握る（「陰の構え」）のに対し、式守家の行司は木村家とは逆に指を上に向けて軍配を握る（「陽の構え」）。またかつては、軍配の形も木村姓は瓢箪型、式守姓は卵型と決まっていた。現在は瓢箪型か卵型かは自由であるがほとんどの行司が卵型の軍配を使用しており、瓢箪型の軍配を使用する現役の行司は、十両格以上では43代式守伊之助しかいない。

### 木村家・式守家以外の行司家
現在は木村姓と式守姓しか残っていないが、江戸時代にはこの他にも以下に記すような姓を名乗る行司家が存在した。
これまでに吉田司家・五条家・吉岡家・岩井家・長瀬家・吉片家・西川家・横山家・漣家・稲葉家・森家・小柳家・尾上家・川島家・吉川家・新葉家・青柳家・尺子家などが確認されている。これらの行司家のうち、尾上家は尾上部屋に統合される形で消滅したと考えられている。また、東京以外では明治や大正時代まで吉岡家や岩井家が残っていた。
これらの行司家が姿を消したのは、各地の相撲興行団体の合併・消滅、相撲興行からの撤退、権力争いによる敗退、御家断絶などが理由であると推測されている。
これらの行司家の行司名は、次のようなものが確認されている。
岩井家
- 岩井嘉七、岩井相馬、岩井団右衛門、岩井団之助、岩井正朝、岩井清之助
  - 岩井嘉七は、江戸相撲の縦一枚番付の初期に見られる。
  - 岩井正朝は大坂相撲の行司名。
  - 岩井清之助は、8代木村清之助が名乗っていた時期があった。

吉岡家
- 吉岡勘弥、吉岡五郎吉、吉岡戸右衛門、吉岡一学
  - 吉岡一学は大坂相撲の行司名。

西川家
- 西川宇右衛門

漣家
- 漣定右衛門

稲葉家
- 稲葉九郎兵衛

森家
- 森久太夫

小柳家
- 小柳佐右衛門

尾上家
- 尾上十太朗、尾上喜兵衛

川島家
- 川島林右衛門

吉川家
- 吉川兵庫、吉川次左衛門、吉川八之助

新葉家
- 新葉音右衛門、新葉相馬

青柳家
- 青柳吉平

尺子家
- 尺子藤太夫、尺子一学

吉田家
- 吉田追風

風松家
- 風松瀬平

笠松家
- 笠松久六

藤崎家
- 藤崎甚助
  - 藤崎甚助は、文政期の一時期の番付表に下位の小さな文字ながら見える行司名。

## 主要な由緒ある行司名
- 木村庄之助(39代)
- 式守伊之助(43代)

- 木村玉光(16代)
- 木村庄太郎(15代)
- 木村玉之助(13代)
- 木村庄三郎(11代)
- 木村庄九郎(9代)
- 木村清之助(8代)
- 木村喜代治(7代)
- 木村庄二郎(6代)
- 木村夛司馬(6代)
- 木村玉治郎(6代)
- 木村善之輔(5代)
- 木村龍五郎(5代)
- 木村朝之助(4代)
- 木村庄五郎(4代)

- 木村正直(4代)
- 木村誠道(4代)
- 木村林之助(4代)
- 木村銀治郎(3代)
- 木村重政(3代)
- 木村光之助(3代)
- 木村宗四郎(3代)
- 木村容堂(3代)
- 木村亘り(3代)
- 木村要之助(2代)
- 木村一學(2代)
- 木村今朝三(2代)

- 式守与太夫(12代)
- 式守勘太夫(12代)
- 式守錦太夫(12代)
- 式守與之吉(10代)
- 式守錦之助(8代)
- 式守鬼一郎(6代)
- 式守見藏(6代)
- 式守慎之助(5代)
- 式守夘之助(4代)
- 式守伊三郎(2代)

※ 太字は、2025年7月現在襲名されている行司名を表す。( )は現在までの最終代数。

## 現役の行司
2025年7月31日時点　総人数：42人（定員に対する欠員：3人）
| 階級         | 名前           | 所属部屋                                       |
| ------------ | -------------- | ---------------------------------------------- |
| 立行司       | 39代木村庄之助 | 九重                                           |
| 立行司       | 43代式守伊之助 | 春日野                                         |
| 三役格行司   | 木村晃之助     | 九重                                           |
| 三役格行司   | 木村寿之介     | 大島→友綱/大島                                 |
| 三役格行司   | 12代式守勘太夫 | 伊勢ヶ濱→高島→春日山→追手風→中川→宮城野→朝日山 |
| 幕内格行司   | 木村元基       | 湊                                             |
| 幕内格行司   | 木村秋治郎     | 三保ヶ関→春日野                                |
| 幕内格行司   | 12代式守錦太夫 | 二所ノ関→松ヶ根/二所ノ関/放駒                  |
| 幕内格行司   | 2代木村要之助  | 東関→八角                                      |
| 幕内格行司   | 6代式守鬼一郎  | 大鳴戸→桐山→追手風                             |
| 幕内格行司   | 4代木村朝之助  | 若松→高砂                                      |
| 幕内格行司   | 11代木村庄三郎 | 鳴戸/田子ノ浦                                  |
| 十両格行司   | 3代木村光之助  | 二子山→花籠→峰崎→高田川                        |
| 十両格行司   | 木村行宏       | 玉ノ井                                         |
| 十両格行司   | 5代式守慎之助  | 片男波→松ヶ根/二所ノ関/放駒                    |
| 十両格行司   | 木村吉二郎     | 放駒→芝田山                                    |
| 十両格行司   | 木村勘九郎     | 北の湖/山響                                    |
| 十両格行司   | 木村千鷲       | 出羽海                                         |
| 十両格行司   | 5代木村善之輔  | 春日野                                         |
| 十両格行司   | 木村幸三郎     | 中村→八角                                      |
| 十両格行司   | 木村秀朗       | 春日野→千賀ノ浦/常盤山                         |
| 幕下格行司   | 式守一輝       | 荒汐                                           |
| 幕下格行司   | 木村悟志       | 高砂                                           |
| 幕下格行司   | 木村猿ノ助     | 鳴戸/田子ノ浦→荒磯/二所ノ関                    |
| 幕下格行司   | 式守友和       | 友綱/大島                                      |
| 幕下格行司   | 式守輝乃典     | 佐渡ヶ嶽                                       |
| 幕下格行司   | 木村一馬       | 花籠→峰崎→西岩                                 |
| 幕下格行司   | 木村錦太郎     | 錦戸                                           |
| 幕下格行司   | 式守正一郎     | 伊勢ヶ濱                                       |
| 幕下格行司   | 木村桜乃助     | 式秀                                           |
| 三段目格行司 | 式守誠輔       | 宮城野→伊勢ヶ濱                                |
| 三段目格行司 | 式守辰之助     | 高田川                                         |
| 三段目格行司 | 式守海之助     | 伊勢ノ海                                       |
| 三段目格行司 | 木村成将       | 入間川/雷                                      |
| 三段目格行司 | 木村勝之介     | 友綱/大島                                      |
| 三段目格行司 | 木村啓太郎     | 武蔵川                                         |
| 序二段格行司 | 木村龍之助     | 九重                                           |
| 序二段格行司 | 木村俊太       | 錣山                                           |
| 序二段格行司 | 式守昂明       | 鳴戸                                           |
| 序二段格行司 | 式守鬼三郎     | 時津風                                         |
| 序ノ口格行司 | 木村裕之助     | 田子ノ浦                                       |
| 序ノ口格行司 | 式守友三郎     | 音羽山                                         |

## 引退した主な行司
大正以前の主な行司
- 木村瀬平　(立行司)
- 12代木村庄太郎
- 木村一学
- 木村藤治郎
- 8代木村庄九郎
- 2代木村宗四郎
- 3代式守錦之助
- 木村大蔵
- 木村吉之助
- 7代木村庄三郎
- 4代木村庄五郎
- 木村清治郎
- 木村左門
- 木村善明
- 木村福松
- 木村鶴之助
- 式守竹治郎
- 式守啓二郎

立行司
- 各代木村庄之助
- 各代式守伊之助
- 10代木村玉之助

副立行司
- 13代木村玉之助

三役格
- 8代木村清之助
- 初代木村今朝三
- 5代式守勘太夫
- 3代木村宗四郎
- 13代木村庄太郎
- 8代式守与太夫
- 9代式守与太夫
- 4代木村誠道
- 10代式守与太夫（1983年5月25日死去、享年57）
- 2代式守伊三郎（1987年10月15日死去、享年62）
- 7代式守勘太夫
- 7代式守錦之助
- 10代式守錦太夫
- 木村一童
- 9代式守勘太夫
- 4代木村正直（2013年1月29日死去、享年59）
- 16代木村玉光
- 6代木村玉治郎[39]

幕内格
- 3代木村誠道
- 5代式守錦太夫
- 初代木村光之助
- 木村友治郎（1946年11月30日死去、享年49）
- 式守善吉
- 木村公乃助（1961年10月9日死去、享年51）
- 木村筆之助（1984年4月26日死去、享年60）
- 15代木村玉光（1988年9月15日死去、享年60）
- 3代木村銀治郎

十両格
- 木村作太郎
- 2代木村銀治郎
- 木村政治郎
- 木村哲雄
- 木村百合夫
- 木村良雄（1942年11月死去、享年31）
- 木村京二郎
- 6代式守錦太夫
- 6代式守錦之助
- 木村義雄
- 2代木村源之助

幕下格
- 木村圭吾（1995年1月7日死去、享年23）
- 木村誠司郎（2003年12月26日死去、享年33）
- 木村純之助
- 式守正宏
- 式守志豊

三段目格
- 式守秀之助、木村松之助、木村隆義
- 木村照一、木村豊彦、木村昌稔[* 3]

序二段格
- 式守清太郎、式守健太、木村栄之助
- 木村好夫、木村泰賀、式守厚介
- 木村光太郎、式守憲吾、木村達之助
- 式守直太郎、木村秀昌、木村泰貴
- 木村藤之輔、木村宗一郎

序ノ口格（番付記載）
- 式守晴輝、木村光哉、式守大輔
- 木村春也、木村翔一郎、式守将
- 木村武之助、木村勝之助、式守一之助
- 式守一翔、木村光希、木村春彦
- 木村拓哉、木村公輝、式守颯太
- 式守風之助

序ノ口格（番付に載らず廃業・退職）
- 木村勛持、式守昇平、木村行雄、木村輝生、式守大輝

## 大阪相撲の行司
立行司
- 10代木村玉之助

副立行司
- 13代木村玉之助

三役格
- 8代木村清之助

幕内格
- 木村錦太夫

## 宝暦の頃の木村家の行司
木村庄之助、木村庄太郎、木村喜左衛門、木村喜平次、木村喜兵衛、木村萬九郎、木村中右衛門、木村但馬、木村四郎兵衛、木村十六之助、木村藤跡、木村三之丞、木村茂太夫、木村茂末、木村丸平、木村歌之助、木村徳三郎、木村辰之助、木村正藤、木村伝次郎、木村庄太夫、木村六ツ六

## 行司のハプニング
三役格・初代木村朝之助
- 1921年5月場所7日目、横綱大錦－前頭筆頭三杦磯の取組において、勝負の決着をつけることを不可能にさせるという前代未聞の大失態を犯してしまった。勝負検査役等による協議は大いに紛糾した末結局引分となり（詳細は当該項目を参照）、相撲協会から翌日から千秋楽までの出場停止処分を下された。

19代式守伊之助
- 1958年9月場所初日、横綱栃錦－前頭7枚目北の洋戦において、栃錦に軍配を上げたが物言いがついて北の洋の勝ちとされた。伊之助は土俵を叩いて判定に抗議し（詳細は当該項目を参照）、相撲協会から翌日から千秋楽までの出場停止処分を下された（実際には14日目から再出場した）。

幕内格・木村筆之助
- 1970年3月場所12日目、前頭5枚目大雪－同3枚目若二瀬戦で大雪が若二瀬を下手投げで倒したとき、筆之助（当時は今朝三）は大雪の四股名を忘れ、白房下勝負審判に尋ねてようやく勝ち名乗りを上げた。

- 同年7月場所12日目、前頭8枚目大雄－同5枚目黒姫山戦において立ち合わせず、審判委員が協議のうえ即刻退場処分となり、この取組は控えにいた4代木村玉治郎が裁いた。

- 1975年1月場所2日目、前頭10枚目富士櫻－同7枚目栃東戦で富士櫻が栃東を押し出した際転倒して脳震盪を起こしたため立ち上がれなくなり、控えにいた10代式守与太夫が代わって勝ち名乗りを上げた。

- 1980年5月場所千秋楽、前頭4枚目蔵玉錦－同6枚目鳳凰戦で筆之助は蔵玉錦と一緒に土俵下に転落、勝敗を確認し軍配を挙げることが出来ず、審判委員に聞いてようやく鳳凰に勝ち名乗りを上げた。

- 同年9月場所4日目、前頭11枚目玉ノ富士（現：楯山）－同6枚目荒勢戦では勝負が決まる前に足を踏まれ土俵上で転倒するというハプニングがあった。この際は、両力士に背を向けて起き上がろうとした際に勝負が決まった為、勝負の瞬間を見届けることができず、10代式守与太夫に控えから教えられて玉ノ富士に軍配を上げた。持病のあった筆之助はこの日を最後に1984年1月に現役のまま逝去するまで土俵上で裁くことはなかった。

三役格・10代式守与太夫
- 1980年5月場所8日目、前頭5枚目魁輝－同筆頭鷲羽山戦、土俵際で回り込んだ鷲羽山の足が与太夫の右足の草履の上に乗り、与太夫が転倒。なんとか起き上がったが、草履だけが残って足袋のままで裁き続けた。

幕内格・6代木村庄二郎
- 1983年 (昭和58年) 5月場所6日目 前頭7枚目大豊ー前頭11枚目鷲羽山戦で大豊と接触し土俵下に転落した時水桶が庄二郎の足に当たり水桶に入っていた水をこぼしてしまうハプニングがあった。

三役格・8代式守勘太夫
- 1994年3月場所9日目、大関貴ノ花（のち貴乃花）－小結栃乃和歌戦で、取組中に栃乃和歌の廻しの結び目が緩んでしまい、廻し待ったをしようとしたが、両力士が動き出してしまい止めることができなくなった。そこで両力士を元の位置に戻し廻しを締めて勝負再開した。取組後勘太夫はそのことで注意を受けた。

幕内格・木村光彦
- 以下の通り、1場所3回の差し違えを経験している。
  - 1995年11月場所4日目　前頭7枚目安芸乃島－同11枚目智ノ花戦
  - 1995年11月場所5日目　前頭6枚目三杉里－同8枚目肥後ノ海戦
  - 1995年11月場所8日目　安芸乃島－前頭15枚目小城ノ花戦

三役格・16代木村玉光
- 2009年11月18日の11月場所4日目、小結豪栄道－大関千代大海 (現・九重) 戦で、豪栄道が千代大海を押し出す際に千代大海に押し出される形で土俵下に転落した。
- 2014年5月場所10日目、前頭筆頭豪風－小結千代鳳戦で、千代鳳が豪風をはたき込んだ際に巻き込まれて転倒。
- 2014年5月場所千秋楽の前頭5枚目勢－関脇栃煌山戦でも、栃煌山が勢を上手投げで下した際、逃げ場を失い転倒。
- 2014年7月場所9日目、大関稀勢の里－前頭5枚目千代鳳戦で、稀勢の里が千代鳳を西土俵際へ寄っていくところ、運悪く千代鳳の後方にいた玉光は土俵際体勢を崩して腹ばいに倒れた。
- 2014年7月場所13日目の小結安美錦－前頭4枚目玉鷲戦でも、安美錦の左足が玉光の装束に引っかかり転倒。

幕内格・12代式守錦太夫
- 2014年5月場所6日目、この日は東の幕内土俵入りで先導を務めるはずだったが、付け人の伝達ミスもあって錦太夫は日にちを間違え、土俵入りに現れなかった。結局、土俵入りの先導は直前に西の土俵入りを担当した木村恵之助（現：42代式守伊之助）が代理を務めることになった。

40代式守伊之助
- 立行司としては軍配差し違えをはじめとするミスやハプニングが多かった。2015年9月場所から3場所連続、4度の軍配差し違えを犯しており、中でも2015年11月場所7日目の差し違えの際には、翌8日目より10日目までの3日間の出場停止処分となっている。
- また土俵からの転落や、力士との接触、力士進路妨害、不必要な行司待ったなども多く、行司待ったを怠ったこともあり、また他にも草履落とし、刀落とし、横綱土俵入りの際の蹌踉なども経験している。
- 最終的には2017年冬巡業において、セクシャルハラスメントの不祥事を起こしたことにより、2018年1月場所から3場所連続出場停止処分の後退職となり、序列的に木村庄之助に昇進するはずだった立場ながら、木村庄之助には昇進できないまま退職することになった。
- 詳細は当該項目参照。

38代木村庄之助（木村和一郎→11代式守勘太夫→41代式守伊之助）
- 立行司としては、次のように軍配差し違えが極めて多かった。
  - 立行司昇進前（2018年1月場所以降[注釈 15]）
    - 2018年1月場所初日　横綱稀勢の里－小結貴景勝戦
    - 同年7月場所12日目　関脇御嶽海－大関髙安戦
    - 同年11月場所4日目　横綱稀勢の里－平幕栃煌山戦

  - 立行司昇進後
    - 2019年9月場所6日目　大関栃ノ心－平幕玉鷲戦
    - 同年11月場所千秋楽　関脇御嶽海－小結阿炎戦
    - 2020年1月場所8日目　大関豪栄道－小結阿炎戦
    - 同年3月場所14日目　横綱鶴竜－関脇朝乃山戦
    - 2021年1月場所11日目　平幕隠岐の海－大関正代戦
    - 同年5月場所14日目　平幕遠藤－大関照ノ富士戦
    - 2022年1月場所4日目　平幕若隆景－大関正代戦
    - 同年1月場所9日目　小結明生－大関正代戦
    - 同年3月場所3日目　平幕宇良－横綱照ノ富士戦
    - 2023年9月場所9日目　関脇琴ノ若－大関豊昇龍戦
    - 2024年3月場所千秋楽　大関霧島－大関琴ノ若戦
- また次の取組は、差し違えという扱いにはならなかったものの、取組後すぐさま誤審騒動となった。
  - 2022年5月場所8日目 小結豊昇龍－大関正代戦
  - 同年同場所9日目 関脇若隆景－大関貴景勝戦
  - 2024年9月場所3日目 大関琴櫻－平幕翔猿戦
- 土俵からの転落や土俵上での転倒も極めて多く、立行司昇格後の2019年1月場所以降だけでも11回の転落・転倒を経験している。天覧相撲の結びで正面に尻を向け、派手に転倒したこともあった。
- 立行司昇格前にも10回以上転落・転倒を経験しているが、特に2009年1月場所9日目、平幕北勝力－平幕土佐ノ海戦では、自分から北勝力の足に躓き、派手に一回転しながら勢いよく土俵下に転落したため、会場は大爆笑であった。
- 本人も転倒や転落が多いことは自覚しており、勘太夫時代に「大相撲行司　式守勘太夫氏　お話会」にて、「皆さんご存知の通りよく転びます」と発言し、会場の笑いを誘ったという。
- 2022年5月場所には、1場所で3回も草履が脱げるハプニングを演じた。
- 2022年7月場所8日目、横綱照ノ富士－平幕若元春戦で若元春の廻しが緩んでしまい廻し待ったをしようとしたが、若元春がそれに気づかず照ノ富士を寄り切ってしまったため物言いがつき、協議の結果、まわし待ったをかけた位置からやり直しとなった。伊之助（当時）の声のかけ方や廻し待ったのタイミング、若元春が寄って出た際の行司としての態度に問題があったとして、NHK大相撲中継解説の舞の海秀平や北の富士勝昭からは苦言を呈された。
- 他にも勝ち名乗りの間違いや、懸賞金を落とししてしまったり、顔触れ言上の紙を落としてしまったことがある。

## 行司の番付編成に関する事項
この節では、行司の番付編成における年功序列との差（追い抜き昇格、追い抜かれ、留め置き等）や、年寄専務となったり、中途退職、あるいは死亡した行司が務め続けていればどうなっていたか等に関する事項を示す。この節では行司名はここに示す事象に関係する最初の名前から最終名までを示す。
- 初代木村朝之助→18代木村庄之助
  - 1921年5月場所7日目、前述の大失態を犯したにもかかわらず、この場所5日目の差し違いを理由に17代庄之助が突如廃業、12代伊之助も11月に引退したために立行司が空位となったことで、当時は完全年功序列制でしかも木村庄之助の襲名には式守伊之助の経験が必ずしも必要ではなかったことから、翌1922年1月場所からは追い抜かれや留め置きどころか、いきなり式守伊之助を飛ばして18代木村庄之助を襲名した。

- 初代木村今朝三
  - 1958年1月場所限りで行司を引退して年寄専務となったが、行司を続けていれば、立行司昇進の可能性もあった。序列は23代庄之助となった正直と、24代庄之助となった鬼一郎の間で、1960年1月に式守伊之助を襲名、1963年1月に木村庄之助を襲名し、1968年3月で停年退職であった。

- 5代式守勘太夫
  - 1958年5月場所限りで行司を引退して年寄専務となったが、行司を続けていれば、立行司昇進の可能性もあった。1963年1月木村庄九郎が21代伊之助に昇進、1966年9月25代庄之助を襲名したが、庄之助より一枚上であったためである。現役であった場合1963年1月式守伊之助、1966年9月木村庄之助で場所後退職であった。

- 2代木村正直→23代木村庄之助
  - 1960年から協会が停年制度を導入したことにより、22代木村庄之助、19代式守伊之助の両立行司が引退し、当時は木村庄之助の襲名には式守伊之助の経験が必ずしも必要ではなかったことから、式守伊之助を飛ばして23代木村庄之助を襲名した。これは式守伊之助を経験せず木村庄之助を襲名した最後の例である。

- 24代式守伊之助
  - 行司抜擢制度が導入されなければ、木村庄之助を襲名できた。木村正直時代の1966年9月場所から三役格筆頭だったが、1974年1月に空席だった式守伊之助を正直より年下で三役格最下位の4代目木村玉治郎（のち27代木村庄之助）が襲名。正直は1977年11月場所で24代式守伊之助を襲名、1984年3月場所で伊之助で停年を迎えた。年功序列のままであれば、1974年9月で式守伊之助を襲名し（25代庄之助がこのまま行司を続けて停年を迎えた場合）、26代木村庄之助停年後の1977年1月場所で木村庄之助を襲名したと思われる。

- 木村源之助
  - 1966年11月場所から十両格筆頭となったが、1974年1月場所で幕内格に昇進したのは源之助より下位の7代目式守錦之助だった。1975年3月場所で十両格4番手に下がり、1977年9月場所限りで廃業した。

- 4代木村玉治郎→23代式守伊之助→27代木村庄之助
  - 1974年1月場所、三役格から3代木村正直、2代式守伊三郎をごぼう抜きし、立行司に昇格した。

- 8代式守錦太夫→25代式守伊之助→28代木村庄之助
  - 1974年1月場所、幕内格から10代式守与太夫、木村筆之助、7代式守勘太夫の3人を抜き、三役格に昇格した。
  - 1984年5月場所、三役格から2代式守伊三郎を抜き立行司に昇格した。

- 2代式守伊三郎
  - 行司抜擢制度が導入されなければ、立行司になれた。上記の4代木村玉治郎は伊三郎より下位だったが、1974年1月場所、立行司に昇格。年功序列だと上記の24代式守伊之助が木村庄之助になった1977年1月場所で式守伊之助を襲名し、24代式守伊之助の停年後の1984年5月場所で木村庄之助を襲名したと思われる。
  - 伊三郎は1977年11月場所から三役格筆頭だったが、24代式守伊之助が停年を迎える1984年3月場所後、25代伊之助になったのは伊三郎より下位の8代式守錦太夫だった。年功序列のままであれば、1984年5月場所で式守伊之助を襲名し最終場所の1987年9月場所まで務めたことになる（場所後の10月に死去）。

- 7代式守勘太夫
  - 1974年1月場所以降、完全に年功序列通り昇格していれば、1977年1月場所から幕内格筆頭となり、1983年5月に10代式守与太夫が死去したため、同年7月場所（遅くとも1984年1月場所）に三役格に昇進。1984年5月に三役格筆頭に進む。1987年10月に上記の木村庄之助（史実の2代式守伊三郎）が死去したため、同年11月場所（遅くとも1988年1月場所）に式守伊之助となり、1989年9月の停年まで務めた。
  - 行司としての技量が劣っていたため、8代式守錦太夫、14代木村庄太郎、6代木村庄二郎の3名に追い抜かれ、27年間も幕内格に留め置かれる形となり、現実の停年時点での順席は5番手の三役格3番手となった。
  - 2代式守伊三郎の死去で三役格に空席が出なければ、幕内格のままで定年であった。
  - 伊三郎の死去が無ければ勘太夫は幕内格のまま定年を迎えていた理由は、伊三郎が死去した時点で勘太夫より年上の現役行司は誰もいなく、伊三郎も勘太夫より4ヶ月遅く生まれていたので、伊三郎が定年まで存命だった場合、勘太夫より2場所遅い1990年1月場所限りで定年を迎えていた為である。その為、伊三郎が定年前に死去しなければ、勘太夫が定年まで上位には空席が出る予定が無かった事になる。

- 木村筆之助
  - 幕内格行司の筆頭まで進出したが、1974年1月場所以降、後輩行司に抜かれることがなければ、三役格に昇格できた。前述のように失態が多かったため、8代式守錦太夫、10代式守与太夫に抜かれ、糖尿病の療養のために長期休場に入ってからは更に14代木村庄太郎にも抜かれた。更に番付上の順席も、1983年1月場所からは幕内格末席、1984年1月場所からは行司欄最下位に別格扱いで記載され、そのまま復帰することなく1984年5月場所前に死去した。
  - 年功序列のままであれば、1974年9月場所に三役格に昇進。1982年1月場所から1983年11月場所まで番付は三役格末席に記載。1984年1月場所からは上記の通り。
  - 仮に1984年以降復帰した場合幕内格で定年を迎える予定であった。筆之助は定年まで存命の場合1989年1月場所まで現役であったがその場合筆之助より上位で年上の行司はいなかったためである。

- 6代木村庄二郎→26代式守伊之助
  - 1985年1月場所に幕内格から7代式守勘太夫を抜き三役格に昇格した。
  - 更に、1991年1月場所に三役格から14代木村庄太郎を抜き立行司に昇格した。
  - 1990年11月場所後に27代木村庄之助が停年。25代伊之助が28代木村庄之助を襲名し、順番通りでは、次の伊之助は同部屋・年下だが先輩の14代木村庄太郎（後の27代伊之助）が襲名し、庄二郎は立行司になることなく停年を迎えるところであった。

- 9代式守錦太夫→28代式守伊之助→29代木村庄之助
  - 1994年1月場所から大相撲史上初の木村庄之助と式守伊之助が共に空位の状態となり、そこから結びの一番を三役格の3人（3代木村善之輔、9代式守錦太夫、8代式守勘太夫）が交互で担当し伊之助を争った結果、9代式守錦太夫が昇格することになり、番付編成上は3代木村善之輔を追い抜く形となった。

- 3代木村善之輔→29代式守伊之助
  - 前述のように、9代式守錦太夫に追い抜かれることがなければ、最終的に木村庄之助昇進の可能性があった。ただし、9代錦太夫は3代善之輔より初土俵は1年先輩で途中から序列が入れ替わったため、正確には元の序列に戻った形になる。

- 15代木村玉光
  - 定年退職まで務めた場合、1990年1月場所で三役格に昇進し、14代木村庄太郎が27代式守伊之助を襲名した1992年11月場所で三役格筆頭に進み、1993年3月場所で停年を迎えた。その分、玉光より下位の7代式守錦之助以下の行司の昇進が1年遅れることになる。

- 16代木村玉光
  - 2011年9月場所で35代木村庄之助が定年退職で引退した後、その時の式守伊之助である38代伊之助が36代庄之助に昇進。同時にその時の三役格筆頭16代玉光も、39代の伊之助への昇進が決まっていたが、自身の健康上の理由で断っている。その後、序列後輩の10代木村庄三郎や11代式守錦太夫が16代玉光を抜いて伊之助へ昇進している。もし伊之助への昇進を断っていなければ、36代庄之助が退職引退した2013年5月場所後以降庄之助へ昇進した可能性がある。

- 4代木村正直
  - 存命ならば、2013年11月場所で式守伊之助を、2015年5月場所で木村庄之助を襲名し、2018年7月場所で停年を迎える予定であった。

- 40代式守伊之助
  - 37代木村庄之助の停年退職により、2015年5月場所より首席行司となったが、前述のように軍配差し違えをはじめとするミスやハプニング等が多かったため、木村庄之助が空位の状態のまま式守伊之助に留め置かれていた。
  - 2018年5月場所限りで退職したが、仮に2017年12月に不祥事を起こさず、このまま行司を続けた場合、38代木村庄之助を襲名した可能性もあり、2024年11月場所で停年を迎える予定であった。

- 6代木村玉治郎
  - 2023年9月場所後に退職したが、行司を続けた場合、順当に年功序列通り昇格すれば、42代式守伊之助を襲名し、38代木村庄之助が停年となる2024年9月場所以降に39代木村庄之助に昇格すると思われ、2025年11月場所で停年を迎える予定であった。なお彼の退職に関しては、41代式守伊之助が2024年1月場所から38代木村庄之助に昇格することになったが、彼自身は同時に式守伊之助に昇格することが発表されず、この先も立行司になれないと思っており、裁きが安定しない41代式守伊之助を38代木村庄之助に昇格させることに対する協会への抗議の意味もあったのではないかとする報道もある[40]。

- 11代式守勘太夫→41代式守伊之助→38代木村庄之助
  - 40代式守伊之助の中途退職がなければ、序列的に木村庄之助を襲名することはできず定年を迎えるところであった[注釈 16]。
  - 2019年1月場所に三役格から式守伊之助に昇格したが、木村庄之助が空位であったため、年功序列的に順当にいけばそのまま早めに庄之助に昇格するところ、前述のように立行司としては差し違えや土俵からの転落・転倒等のハプニング・失態等が多かったため、5年間伊之助に留まり、庄之助が空位の状態は9年近くにわたって続くことになり、これは庄之助空位の大相撲史上最長の記録となる。停年間際の2024年1月場所で38代庄之助に昇格し、これにより庄之助の長期間にわたる空位は解消されたが、これについてはある若手親方の話によると、停年退職への花道として昇格させたとしている。

- 木村寿之介
  - 2024年1月場所に三役格に昇格したが、それと同時に6代木村玉治郎が式守伊之助に昇格することが発表されなかったため、6代木村玉治郎の退職がなければ、戦後初の三役格行司5人体制になるところであった。

- 3代木村容堂→42代式守伊之助→39代木村庄之助
  - 前述のように裁きが安定しない11代式守勘太夫（→41代式守伊之助→38代木村庄之助）を立行司に昇格させてしまった反省から、日本相撲協会は次期42代式守伊之助は1年間かけて4人の三役格行司（3代木村容堂・15代木村庄太郎・木村晃之助・木村寿之介）の中から見定める方針とし[41]、一旦式守伊之助は空位となった。3代木村容堂以外の三役格行司が式守伊之助に昇格すれば、2013年11月場所（11代式守錦太夫が16代木村玉光を追い抜いて40代式守伊之助に昇格）以来の行司の追い抜き昇格という可能性もあったが、2024年9月場所から三役格筆頭の3代木村容堂が42代式守伊之助を襲名することになり[42]、追い抜きは起こらなかった。

- 3代木村銀治郎
  - 2025年6月に不祥事発覚により懲戒解雇となったが、不祥事を起こすことなくこのまま行司を続けていれば、年功序列通り昇格していったと仮定して、最終的には最速で2038年5月場所で木村庄之助に昇格する計算となり、2039年11月場所で停年を迎える予定であった。

## 行司の休場
24代木村庄之助
- 1963年9月場所3日目～12日目、右顎関節打撲のため休場した。

25代式守伊之助
- 1987年5月場所6日目～9日目、風邪を引いて声が出なくなり休場。
- 1990年1月場所5日目～7日目、風邪を引いて声が出なくなり休場。

29代式守伊之助
- 1997年9月場所には4場所連続4回の差し違えにより10日目より3日間の謹慎休場。1997年の謹慎休場は1972年3月場所の22代伊之助以来25年ぶりのことであった。
- 1998年11月場所6日目、土俵上の前頭筆頭魁皇ー大関武蔵丸戦の取組で土俵から落ちた魁皇の下敷きとなり左手首を骨折、翌日から休場。
- 1999年1月場所、先場所の怪我で全休。
- 1999年9月場所、体調不良で全休。
- 2000年1月場所初日 - 3日目、前年の年間3回の差し違えで謹慎休場となった(その後肝機能障害、糖尿病で休場）。

木村一童
- 1999年～2000年は脳梗塞で数場所休場した。
- 2002年9月場所2日目の旭鷲山 - 安芸乃島戦で逃げ場を失い土俵下に転落した際、客席の仕切りに顔を強打し瞼を切り流血。土俵に上がれず退場し、翌日より休場した。
- 2003年1月、3月、5月、9月、11月場所を体調不良で休場。
- 2004年3月場所を体調不良で全休。
- 2006年1月場所2日目、腰椎を痛めてしまい翌日から休場。

10代式守錦太夫
- 2001年7月場所3日目、前頭7枚目玉乃島－同5枚目隆乃若戦で、隆乃若が寄り切りで勝った際に、錦太夫は逃げ場を失い、両力士の下敷きになって土俵下に転落、右足かかとを粉砕骨折し全治3ヶ月の重傷を負い、休場。
- 2005年5月場所3日目、土俵下で控えていた際、力士が転落して衝突し足を骨折、担当の2番は裁いたが翌日より休場した。

木村咸喬
- 2003年3月場所、1月場所中の怪我で休場。

4代木村正直
- 2009年5月場所3日目の前頭4枚目阿覧－同3枚目豊ノ島戦の取組中に右下腿部挫傷を発症し、休場届を提出した。
- 2010年9月場所から2011年1月場所まで3場所を肝細胞がんの治療のため休場した。
- 2012年11月場所、肝細胞がん術後再発、多発性転移性骨腫瘍（しゅよう）、肝不全、全身浮腫で入院治療が必要と診断され、10日目より休場。
- 2013年1月場所も肝細胞がん術後再発、多発性転移性骨腫瘍、肝不全、全身浮腫で初日より休場し、療養に努めていた。

16代木村玉光
- 2009年11月19日の5日目より日本相撲協会に 「右第9肋骨(ろっこつ)骨折にて3週間の安静治療が必要」 との診断書を提出して休場した。
- 2010年7月12日の2日目より 「右足リスフラン関節脱臼骨折にて約20日間の休養加療を要する」 との診断書を提出し休場。
- 2012年2月より脳梗塞の治療のため、同年3月場所から2013年1月場所までの6場所の間休場していた。
- 2014年7月場所14日目から左足甲を痛め、休場した。
- 2014年9月場所、ケガのため全休した。
- 2014年11月場所、ケガのため全休した。
- 2015年1月場所、ケガのため全休した。

10代式守与之吉
- 2018年1月場所から9月場所まで5場所をギラン・バレー症候群の治療のため休場した。

6代木村玉治郎
- 大相撲令和元年7月場所、腰椎椎間板ヘルニアの為初日から千秋楽まで休場した。

38代木村庄之助
- 2020年7月場所、脳梗塞のため全休した。

## 力士志願者・力士経験者の行司転身、あるいはその逆の事例
行司の中には、元々力士になりたかったが、身長等が足りなかったため行司になった者も少なくない。古くは19代式守伊之助や24代木村庄之助、近年では40代式守伊之助、現役では木村元基、木村秋治郎、木村幸三郎、式守一輝などがその例に当たる。一方、呼出や床山とは異なり、一度力士を経験した者の行司への転身については、奈良時代の行司の志賀清林や、江戸時代の初代式守伊之助が元力士であったと伝わるいうような、古い時代の僅かな記録を除いては前例がなく、現代でそれが可能かどうかは不明である。逆に、明治から大正期にかけての最高位幕下の力士高武藏源太郎は、元々木村源二郎という名前の行司として入門したが後に力士になったとされる。

## 年寄行司
| 代目           | 引退時行司名        | 最高位 | 現役時の所属部屋            | 襲名期間                                      | 備考             |
| -------------- | ------------------- | ------ | --------------------------- | --------------------------------------------- | ---------------- |
| 5代荒磯        | 行司・木村喜代治    | ---    | 1889年5月-?                 |                                               |                  |
| 初代木村瀬平   | 行司・木村瀬平      | ---    | ---                         |                                               |                  |
| 2代木村瀬平    | 行司・9代木村庄之助 | ---    | ---                         |                                               |                  |
| 3代木村瀬平    | 行司・木村正三郎    | ---    | ---                         |                                               |                  |
| 6代木村瀬平    | 行司・3代木村庄五郎 | 立行司 | 阿武松-木村庄之助-玉垣-境川 | 1884年春-1905年1月（死去）                    | 二枚鑑札・現役没 |
| 7代木村瀬平    | 行司・4代木村庄五郎 | 幕内格 | 木村瀬平部屋                | 1906年5月-1924年7月（死去）                   |                  |
| 初代式守秀五郎 | 式守秀五郎          |        |                             |                                               |                  |
| 2代式守秀五郎  | 式守伊之助 (7代)    | 立行司 | 式守伊之助-伊勢ノ海部屋     | ?-1883年8月（死去）                           | 二枚鑑札         |
| 3代式守秀五郎  | 木村誠道            | 立行司 | 清見潟-高砂部屋             | 1887年1月-1889年5月（返上）                   | 二枚鑑札         |
| 10代立田川     | 行司・木村左門      | ---    | 立田川-出羽海部屋           | 1917年1月-1926年9月（死去）                   | 二枚鑑札         |
| 11代立田川     | 式守伊之助 (16代)   | ---    | 伊勢ノ海-出羽海部屋         | 1938年5月-1950年12月（死去）                  |                  |
| 12代立田川     | 木村庄之助 (21代)   | ---    | 伊勢ノ海-井筒-時津風部屋    | 1951年5月-1961年1月（停年(定年。以下同)退職） |                  |